# Cassandra Fedele
Pour les articles homonymes, voir Fedele.
Cassandra Fedele ou Fedeli née en 1465 à Venise et morte dans la même ville en 1558, est une humaniste italienne. Elle écrit des essais en latin et en langue vernaculaire.   

## Biographie
Fille d'Angelo et de Barbara Leoni, elle est issue d'une importante famille milanaise alliée aux Visconti. Quelques siècles plus tôt, lors des combats contre les Torriani, la famille s'était dispersée dans le nord de l'Italie. Cassandra Fedele étudie la langue grecque, la philosophie et la dialectique avec Gasparino Borro, un moine, érudit et rhétoricien. 
Un proche parent Bertuccio Lamberti obtient le diplôme en arts libéraux obtenu à Padoue en 1487. Il la charge de se rendre à sa place à la cérémonie de réception du diplôme de doctorat. Elle prononce un discours d'éloge des sciences et des arts devant les membres de l'université. Cet événement a un écho notable et lui donne  une popularité en Italie et à l'étranger. L'Oratio pro Bertucio Lamberto est publié en janvier 1488 accompagnée des épîtres élogieuses de Ludovico da Schio, recteur de la faculté de médecine et de philosophie, et par Angelo Tancredi Lucano et une ode saphique du savant vénitien Francesco Negri. Ce texte est ensuite imprimé à Nuremberg en 1489. Il est édité à Modène en 1494. 
Cette renommée donne à Cassandra Fedele, l'occasion de nouer des relations avec des savants, hommes de lettres et souverains : Eleonora d'Aragon, Ferdinand II d'Aragon, Louis XII de France. 123 lettres datées entre 1487 et 1498,  témoignent de cette correspondance.  
Elle est appréciée par ses contemporains. Giovanni Bellini s'inspire d'elle pour un portrait de femme. Angelo Poliziano écrit dans une lettre adressée à Cassandra Fedele elle-même, que parmi les femmes « vous êtes la seule à sortir, la seule à manipuler le livre au lieu de la laine, le stylo au lieu du petit visage, l'écriture au lieu de la broderie et vous ne vous blanchissez pas la peau mais vous noircissez le papyrus avec de l'encre ». 

En 1487, elle échange plusieurs lettres avec Isabelle de Castille, qui l'invitée à se rendre à sa cour. Ce projet n'a pas lieu. En 1492, le doge Agostin Barbarigo lui interdit de quitter Venise. La renommée de Cassandra Fedele participe au prestige de la ville. Lors de l'arrivée d'une légation de Bergame, elle prononce un discours De laudibus literarum devant le Sénat et le doge. Malgré sa notoriété, elle fait part d'une situation économique difficile, dans une correspondance avec Béatrice d'Este.  

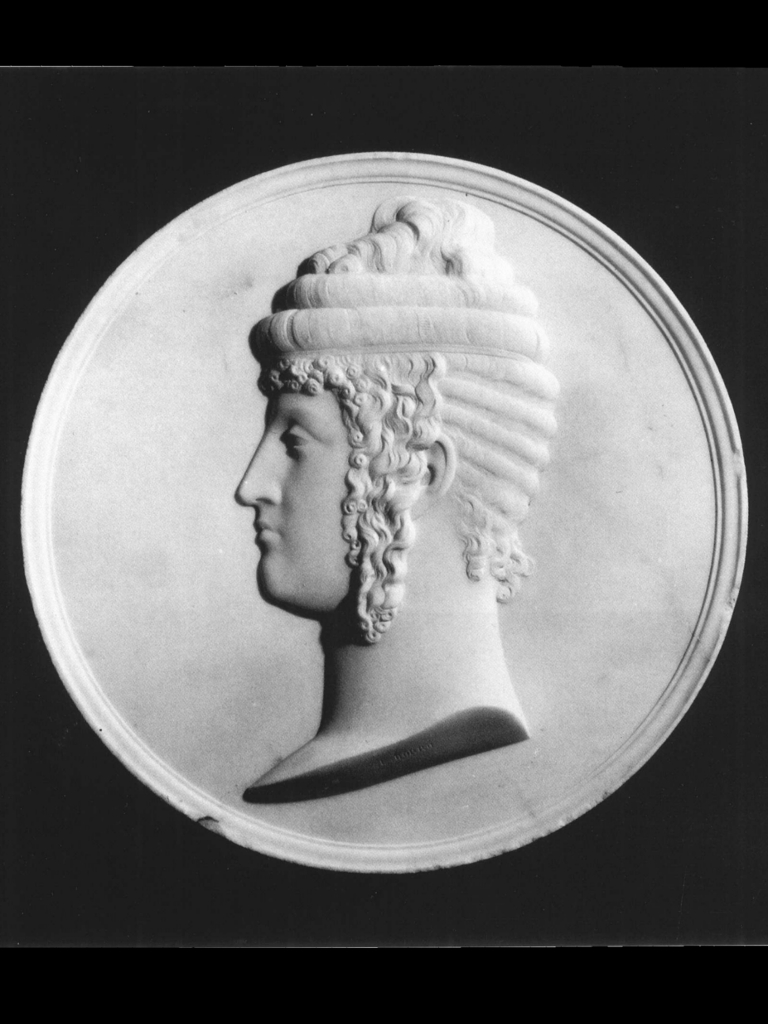
Cassandra Fedele, œuvre de Luigi Borro (1864-1865)

C'est peut-être pour faire face à ces difficultés qu'en 1490, elle épouse le médecin Gian Maria Mappelli. Elle déménage en Crète, où son mari effectue des expériences médicales pour le compte de la République. À son retour, elle perd tous ses biens dans un naufrage. À Venise, elle perd son père et son mari en peu de temps, se retrouvant malade et dans la pauvreté. Elle obtient du pape Paul III la charge d'un orphelinat en tant que prieure à l'église de San Domenico di Castello à Venise. Au nom de sa Sérénissime, elle prononce la prière de bienvenue pour accueillir Bona Sforza, veuve du roi de Pologne Sigismond Ier.
Elle meurt toujours prieure de l'orphelinat en 1558, à plus de quatre-vingt-dix ans. Pour ses funérailles une procession solennelle est organisée jusqu'à l'église de San Domenico, où le corps est déposé dans le sarcophage avec la tête couronnée de laurier et à la main une partie de la ses livres. 
Elle a écrit un Deordination scientiarum, qui est perdu.

## Postérité et hommage
- La nouvelle résidence universitaire de l'ESU (Société régionale pour le droit aux études universitaires) via Fratelli Bandiera à Marghera sera dédiée à Cassandra Fedele, dont les travaux débuteront en 2020 pour se terminer au cours de l'année académique 2021/2022[4].
- Cassandra Fedele est citée dans l’œuvre The Dinner Party de Judy Chicago[5].

## Œuvres
- Letters and Orations. Edited and translated by Diana Robin. Chicago: University of Chicago Press, 2000.
- Oration for Bertucio Lamberto, Receiving the Honors of the Liberal Arts
- Oration in praise of letters
- Clarissimae feminae Cassandrae Fidelis, Venetae, Epistolae et orationes posthumae, nunquam antehac editae. Jac. Philippus Tomasinus, 1636
- Oration to the Ruler of Venice, Francesco Venerio, on the arrival of the Queen of Poland.
- Epistolae et orationes. Edited by Jacopo Filippo Tomasini. Padua: Franciscus Bolzetta, 1636. Oratio pro Bertucio Lamberto. Modena, 1487; Venice, 1488; Nuremberg, 1489.